# 天頂望遠鏡

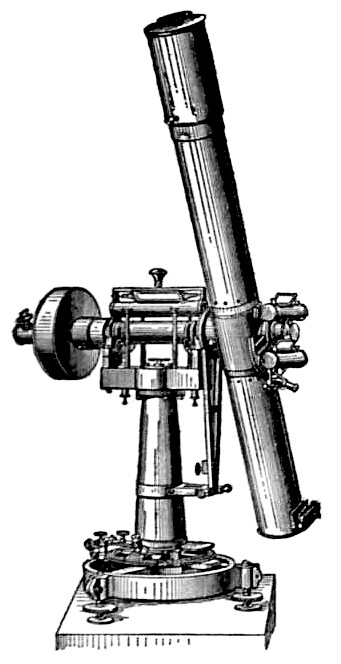
天頂望遠鏡。

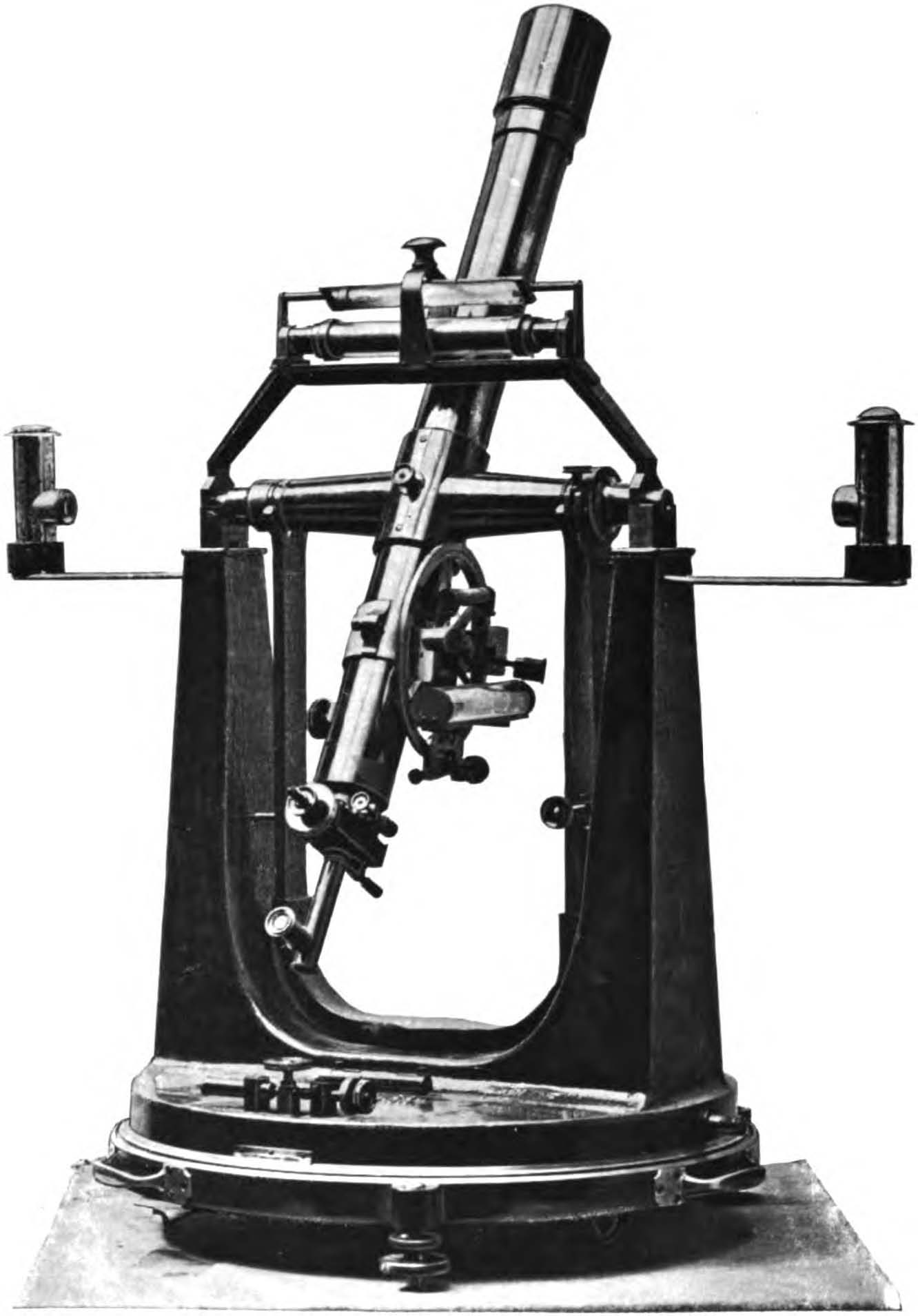
1898年，測量天體過中天的天頂望遠鏡。

天頂望遠鏡是一種設計成直直指向上方或接近天頂的望遠鏡。它們被用來精密測量恆星的位置，或是簡化望遠鏡的建造，也可以兩者兼顧。
傳統的天頂望遠鏡，也稱為天頂筒，採用強固的地平式架台，並裝有水平調整螺釘。附屬的望遠鏡架台對角度的測量有極高的靈敏度，望遠鏡的目鏡是配有測微尺的測微目鏡。它們是用於天文上的緯度測定，和與天頂的微小差異測量。
其它類型的天頂望遠鏡包括倫敦大火紀念碑，其中心軸就別有意義的安裝了天頂望遠鏡。一直到80年代初期，高精度（和固定的建築）的天頂望遠鏡被用於追蹤北極的位置，也就是地球自轉軸的位置。電波天文學興起之後，利用類星體的測量也可以量測地球的自轉，而且精度比光學更準確幾個數量級。NASA的軌道碎片天文台使用的3米直徑液體鏡面望遠鏡，大天頂望遠鏡使用6米直徑的液體鏡子，這兩架都是天頂望遠鏡，使用液體就意味著這些望遠鏡只可以垂直向上。

## 外部連結
- Zenith Sector by John Bird（页面存档备份，存于）